# Korita (Lipik)
Korita falu Horvátországban Pozsega-Szlavónia megyében. Közigazgatásilag Lipikhez tartozik.

## Fekvése
Pozsegától légvonalban 47, közúton 61 km-re északnyugatra, községközpontjától légvonalban 6, és közúton 8 km-re nyugatra, Nyugat-Szlavóniában, a Lipikről Novszkára vezető főút mentén fekszik. Nyugatról Lovska, északról Jagma, délről Bair falvak határolják. 

## Története
A régészeti leletek alapján területe már ősidők óta lakott volt. Ezt bizonyítják a határában 1975-ben talált vaskori település maradványai, melyek főként cseréptöredékekből és tűzhelyek nyomaiból állnak.
A térség a 16. század közepétől több mint száz évig török uralom alatt állt. A 17. század végétől a török kiűzése után a területre folyamatosan telepítették be a keresztény lakosságot. Az első katonai felmérés térképén „Dorf Korita” néven találjuk. Lipszky János 1808-ban Budán kiadott repertóriumában „Korita” néven szerepel.  Nagy Lajos 1829-ben kiadott művében „Korita” néven 58 házzal, 298 lakossal találjuk. 
1857-ben 141, 1910-ben 231 lakosa volt. 1910-ben a népszámlálás adatai szerint lakosságának 99%-a szerb anyanyelvű volt. A gradiskai határőrezredhez tartozott, majd a katonai közigazgatás megszüntetése után Pozsega vármegye Pakráci járásának része volt. Az első világháború után 1918-ban az új szerb-horvát-szlovén állam, majd később (1929-ben) Jugoszlávia része lett. 1991-ben lakosságának 90%-a szerb nemzetiségű volt. A délszláv háború idején kezdetben szerb ellenőrzés alatt állt. Az Orkan-91 hadművelet keretében 1991. december 8-án foglalta vissza a horvát hadsereg. A szerb lakosság elmenekült. 2011-ben 9 lakosa volt.

## Lakossága
| Lakosság változása | Lakosság változása | Lakosság változása | Lakosság változása | Lakosság változása | Lakosság változása | Lakosság változása | Lakosság változása | Lakosság változása | Lakosság változása | Lakosság változása | Lakosság változása | Lakosság változása | Lakosság változása | Lakosság változása | Lakosság változása |
| ------------------ | ------------------ | ------------------ | ------------------ | ------------------ | ------------------ | ------------------ | ------------------ | ------------------ | ------------------ | ------------------ | ------------------ | ------------------ | ------------------ | ------------------ | ------------------ |
| 1857               | 1869               | 1880               | 1890               | 1900               | 1910               | 1921               | 1931               | 1948               | 1953               | 1961               | 1971               | 1981               | 1991               | 2001               | 2011               |
| 141                | 143                | 140                | 193                | 238                | 231                | 211                | 214                | 222                | 201                | 178                | 152                | 139                | 111                | 3                  | 9                  |